# 南曲県
南曲県（なんきょく-けん）は中華人民共和国河北省にかつて存在した県。現在の邯鄲市邱県北西部に相当する。
前漢により設置され、後漢により廃止された。